# Монтами
Монтами́ (фр. Montamy) — коммуна во Франции, находится в регионе Нижняя Нормандия. Департамент коммуны — Кальвадос. Входит в состав кантона Ле-Бени-Бокаж. Округ коммуны — Вир.
Код INSEE коммуны — 14440.

## Население
Население коммуны на 2010 год составляло 90 человек.
| 1962 | 1968 | 1975 | 1982 | 1990 | 1999 | 2010 |
| ---- | ---- | ---- | ---- | ---- | ---- | ---- |
| 120  | 122  | 96   | 69   | 65   | 74   | 90   |

## Экономика
В 2010 году среди 52 человек трудоспособного возраста (15—64 лет) 40 были экономически активными, 12 — неактивными (показатель активности — 76,9 %, в 1999 году было 61,4 %). Из 40 активных жителей работали 35 человек (18 мужчин и 17 женщин), безработных было 5 (4 мужчины и 1 женщина). Среди 12 неактивных 2 человека были учениками или студентами, 6 — пенсионерами, 4 были неактивными по другим причинам.